# Jean Courtois
Jean Courteois (?–1436) herold, heraldikai író, hivatali nevén Szicília herold. A neve előfordul Jean Courtois alakban is.
V. Alfonz szicíliai kettős király heroldja volt. Magáról elárulja, hogy sokáig időzött Németalföld területén, a hainaulti Monsban. Pályája kezdetén Luxemburgi Péter, Saint-Pol grófja, majd V. Alfonz szolgálatában állt Nápolyban.
Írásba foglalta a heroldok jogait és kötelességeit. Le Blason des Couleurs (1414)  című művében ő alakította ki a színek és a bolygók, valamint a drágakövek (továbbá az erények, a fémek, a hónapok, az állatövi jegyek, a hét napjai stb.) heraldikai rendszerét.  Könyvét a többi címerkirály és herold segítségével írta. Ismerte Szevillai Szent Izidor Etimológiák című művét és a színek nevét görögül adja meg, de a valódi hozadéka a drágakő-bolygó címerleírás kifejlesztése volt.

## Kiadásai
- Trattato dei colori nelle arme, nelle livre e nelle divise. (Nápoly, olaszul, kézirat). Új szerk. Pavia: A. Viani, 1593)
- Francia fordítása: Le blason des couleurs en armes, livres et divises (H. Cocheris, Párizs, 1860)